# Naivisten
|  | Denne artikel er oprettet af botten PalnaBot ud fra en ekstern database. Den kan derfor have sproglige fejl eller mangler. Denne skabelon kan fjernes efter kontrol af indholdet. |

Naivisten er en portrætfilm instrueret af Birger Vosgerau efter manuskript af Birger Vosgerau.

## Handling
Peter Jensen Bjergby besøges i dette kunstnerportræt af en maler, der kugleskørt og på skjønt vendelbomål fortæller om sine naive malerier og viser rundt i haven, hvor der bl.a. er skulpturer af giraffer og andre dyr. Et herligt menneskeportræt og en god kunstfilm.